# Psilantropism
Psilantropismul, ca erezie creștină, prin însuși numele său își dovedește mărturisirea de credință: psilo - doar, antropos - om. Deci psilantropismul este credința prin care Isus Hristos a fost doar om, fiul lui Iosif și al Mariei. Este o erezie asemănătoare Adopțianismului.
Această erezie a fost combătută la primul conciliu ecumenic de la Niceea, din anul 325.